# Friedrich Maul
Friedrich Maul (* 20. Januar 1908 in Bayern; † Datum unbekannt) war von 1963 bis 1973 Präsident des Fernmeldetechnischen Zentralamtes in Darmstadt.

## Leben
Nach der Reifeprüfung 1928 studierte Maul Elektrotechnik an der TH München bis 1932. Anschließend war er als Diplom-Ingenieur zunächst freiberuflich tätig, zum Beispiel zwischen 1933 und 1937 an Entwicklungen der Fernmeldeindustrie. Danach erfolgte der Eintritt bei der Deutschen Reichspost als Postreferendar. 1939 wurde er Postassessor bei der RPD Hamburg. Als nachrichtentechnischer Berater nahm er am Zweiten Weltkrieg teil. Im Juli 1945 erfolgte die Wiederaufnahme des Postdienstes als Leiter der Fernmeldeabteilung bei der Postdirektion Nürnberg. Die Ernennung zum Oberpostrat erfolgte 1946, die zum Abteilungspräsidenten ein Jahr später. Zwischen 1961 und 1963 war er Präsident der OPD Trier. Die Berufung zum Präsidenten des Fernmeldetechnischen Zentralamtes erfolgte am 1. August 1963; diesen Posten hatte er bis zum Ruhestand am 1. Februar 1973 inne.
Er war seit 1965 Ehrenmitglied der katholischen Studentenverbindung KDStV Rheinpfalz Darmstadt im CV.